# Lew Maniewicz
Lew Jefimowicz Maniewicz (ros. Лев Ефимович Маневич, ur. 8 sierpnia?/20 sierpnia 1898 w Czausach, zm. 11 maja 1945 w Ebensee) – funkcjonariusz radzieckiego wywiadu wojskowego, szpieg, pułkownik, odznaczony pośmiertnie Złotą Gwiazdą Bohatera Związku Radzieckiego (1965).

## Życiorys
Urodził się w rodzinie żydowskiej. Od 1907 mieszkał w Genewie u starszego brata, który wyemigrował do Szwajcarii zagrożony aresztowaniem za udział w ruchu rewolucyjnym. Po ukończeniu w 1913 szkoły studiował na Uniwersytecie Genewskim, w czerwcu 1917 wrócił do Rosji i został powołany do rosyjskiej armii. Od kwietnia 1918 służył w Armii Czerwonej, brał udział w wojnie domowej, od 1918 należał do RKP(b), był komisarzem pociągu pancernego i dowódcą oddziału specjalnego przeznaczenia, walczył w składzie wojsk Komuny Bakijskiej i Frontu Wschodniego, od 15 maja 1920 do 15 lipca 1921 pracował w Ufie, gdzie był II sekretarzem rejonowego komitetu RKP(b) i wykonywał zadania zlecane mu przez WCIK. W 1921 ukończył wyższą szkołę służby sztabowej kadry dowódczej, a w 1924 Wojskową Akademię Armii Czerwonej, po czym pracował w Zarządzie Wywiadowczym Armii Czerwonej, od listopada 1925 do marca 1927 był komenderowany służbowo do Niemiec. W 1929 ukończył kursy przy Akademii Wojskowo-Powietrznej im. Żukowskiego, od maja do października 1929 odbywał staż w oddziale lotniczym, w listopadzie 1929 został komenderowany służbowo do Austrii i Włoch, mając za zadanie m.in. zdobycie informacji o włoskim przemyśle zbrojeniowym i planach wojskowo-politycznych Włoch. Pracował pod przykrywką jako austriacki przedsiębiorca Konrad Kertner. Był efektownym szpiegiem, zdobył cenne informacje. Przekazał Moskwie ok. 190 ważnych dokumentów. Został aresztowany w Wiedniu pod zarzutem handlu kradzionymi brylantami, dziełami sztuki i narkotykami, jednak uniknął procesu.
Z powodu zdrady współpracującego z nim Włocha 3 października 1932 został aresztowany przez włoskie władze w Mediolanie w momencie otrzymywania ważnej informacji. Nie ujawnił swoich związków z radzieckim wywiadem i włoski kontrwywiad nie zdołał ustalić jego prawdziwej tożsamości. Po długim śledztwie, 9 lutego 1937 został skazany przez włoski sąd na 16 lat więzienia; nawet z więzienia udało mu się, za pośrednictwem adwokatów, przekazywać moskiewskiej centrali ważne informacje uzyskane od aresztowanych włoskich pracowników zakładów zbrojeniowych. 16 grudnia 1935 dowództwo radzieckie nadało mu stopień pułkownika. Ponieważ w więzieniu zachorował na gruźlicę, w 1941 został przewieziony do więzienia na wyspie Santo Stefano na Morzu Tyrreńskim, skąd 9 września 1943 został uwolniony przez aliantów. Amerykanie odprawili uwolnionych więźniów na szkuner do włoskiego portu Gaeta, jednak dzień przed przybyciem szkunera Gaeta została zajęta przez niemiecką armię, a więźniowie zesłani do obozów koncentracyjnych w Austrii. Zdając sobie sprawę, że tam jego austriackie obywatelstwo zostanie ujawnione jako fikcja, Maniewicz nazwał siebie imieniem radzieckiego pułkownika Starostina. Był więziony w obozach Mauthausen, Melk i Ebensee. 6 maja 1945 obóz w Ebensee został wyzwolony przez Amerykanów, jednak kilka dni później Maniewicz zmarł na gruźlicę. Został pochowany w mieście Traun w Austrii. 20 lutego 1965 pośmiertnie otrzymał tytuł Bohatera Związku Radzieckiego i Order Lenina. W Czausach jego imieniem nazwano ulicę.